# JJ Tracy
James „JJ“ Tracy (* 10. Juli 2002 in Ann Arbor, Michigan) ist ein US-amerikanischer Tennisspieler.

## Karriere

### Junior und College-Karriere
Tracy spielte zwischen 2017 und 2020 auf der ITF Junior Tour, war dort aber nicht sehr aktiv und erreichte Platz 115 in der Junioren-Rangliste. Er gewann vier Doppeltitel bei unterklassigen Events.
Nach der Schule nahm Tracy 2020 ein Tennisstipendium an der Ohio State University an. Er spielte für das College-Tennis-Team der Hochschule und wurde dreimal – 2022 im Einzel und 2024 im Einzel und Doppel – als All-American ausgezeichnet. An der Seite von Robert Cash gewann Tracy die NCAA Championships. In seiner letzten Saison gewann Tracy 77 der 89 Partien, die er spielte.

### 2021–2024: Challengertitel, ATP-Finale und Grand-Slam-Premiere
Bei den Profis ging Tracy zeitgleich zu seinem Studium bei ersten Turnieren an den Start. 2021 zog er beim ersten Turnier auf der drittklassigen ITF Future Tour, das er spielte, ins Endspiel ein. 2022 folgte ein Halbfinale und 2023 nutzte er eines von zwei Endspielen zu seinem ersten Titel, wodurch er in der Weltrangliste auf Platz 668 stieg. Im Doppel erzielte Tracy schnell größere Erfolge. 2022 schaffte Tracy in Columbus das erste Mal den Einzug in ein Halbfinale auf der höher dotierten ATP Challenger Tour.
Nach dem Abschluss seines Studiums nahm Tracy regelmäßiger bei Turnieren teil. Er gewann Mitte 2024 nacheinander die ersten zwei Future-Turniere und zog bei seinem Debüt auf der ATP Tour in Newport, wo er mit Robert Cash eine Wildcard erhielt, ohne Satzverlust ins Finale ein. Sie verloren dort gegen André Göransson und Sem Verbeek. Mit Cash trat er fortan regelmäßig an, gewann sein erstes Challenger-Turnier in Lincoln und erreichte in Calgary ein weiteres Endspiel. Durch Wildcards kam das Duo auch in Cincinnati sowie bei den US Open zum Einsatz. Bei letzterem besiegten sie Alexander Schewtschenko und Sam Weissborn und feierten ihren ersten Grand-Slam-Matchsieg ihrer Karriere, bevor sie in der zweiten Runde ausschieden. Im Juli 2025 erreichte Tracy Platz 66 der Weltrangliste, sein Karrierehoch.

## Erfolge
| Legende (Anzahl der Siege) |
| Grand Slam                 |
| ATP Finals                 |
| ATP Tour Masters 1000      |
| ATP Tour 500               |
| ATP Tour 250 (1)           |
| ATP Challenger Tour (7)    |

| ATP-Titel nach Belag |
| -------------------- |
| Hartplatz (1)        |
| Sand (0)             |
| Rasen (0)            |

### Doppel

#### Turniersiege

##### ATP Tour
| Nr. | Datum         | Turnier   | Belag     | Partner     | Finalgegner                      | Ergebnis  |
| --- | ------------- | --------- | --------- | ----------- | -------------------------------- | --------- |
| 1.  | 20. Juli 2025 | Los Cabos | Hartplatz | Robert Cash | Blake Bayldon Tristan Schoolkate | 7:64, 6:4 |

##### ATP Challenger Tour
| Nr. | Datum             | Turnier         | Belag         | Partner     | Finalgegner                                | Ergebnis          |
| --- | ----------------- | --------------- | ------------- | ----------- | ------------------------------------------ | ----------------- |
| 1.  | 10. August 2024   | Lincoln         | Hartplatz     | Robert Cash | Ariel Behar Luke Johnson                   | 7:66, 6:3         |
| 2.  | 2. November 2024  | Charlottesville | Hartplatz (i) | Robert Cash | Chris Rodesch William Woodall              | 4:6, 7:67, [10:7] |
| 3.  | 16. November 2024 | Drummondville   | Hartplatz (i) | Robert Cash | Liam Draxl Cleeve Harper                   | 6:2, 6:4          |
| 4.  | 1. Februar 2025   | Cleveland       | Hartplatz (i) | Robert Cash | Juan Carlos Aguilar Filip Pieczonka        | 7:64, 6:1         |
| 5.  | 12. April 2025    | Sarasota        | Sand          | Robert Cash | Federico Agustín Gómez Luis David Martínez | 6:4, 7:63         |
| 6.  | 4. Mai 2025       | Aix-en-Provence | Sand          | Robert Cash | Théo Arribagé Hugo Nys                     | 7:5, 7:65         |
| 7.  | 13. Juli 2025     | Newport         | Rasen         | Robert Cash | Hans Hach Verdugo Cristian Rodríguez       | 7:63, 6:3         |

#### Finalteilnahmen
| Nr. | Datum         | Turnier | Belag | Partner     | Finalgegner                 | Ergebnis |
| --- | ------------- | ------- | ----- | ----------- | --------------------------- | -------- |
| 1.  | 21. Juli 2024 | Newport | Rasen | Robert Cash | André Göransson Sem Verbeek | 3:6, 4:6 |